# Burgeta
Burgeta (hebrejsky בְּאֵרוֹתַיִם, v oficiálním přepisu do angličtiny Burgeta, přepisováno též Burgata) je vesnice typu mošav v Izraeli, v Centrálním distriktu, v Oblastní radě Emek Chefer.

## Geografie
Leží v nadmořské výšce 26 metrů v hustě osídlené a zemědělsky intenzivně využívané pobřežní nížině respektive Šaronské planině, nedaleko od kopcovitých oblastí podél Zelené linie oddělujících vlastní Izrael v mezinárodně uznávaných hranicích od okupovaného Západního břehu Jordánu. Podél východní strany vesnice protéká vodní tok Nachal Alexander.
Obec se nachází 11 kilometrů od břehu Středozemního moře, cca 32 kilometrů severovýchodně od centra Tel Avivu, cca 53 kilometrů jižně od centra Haify a 13 kilometrů jihovýchodně od města Chadera. Burgetu obývají Židé, přičemž osídlení v tomto regionu je etnicky převážně židovské. Západním směrem v pobřežní nížině je osídlení ryze židovské. Na jihovýchod od mošavu ovšem leží pás měst a vesnic obývaných izraelskými Araby - součást takzvaného Trojúhelníku (nejblíže je to město Kalansuva 5 kilometrů odtud).
Burgeta je na dopravní síť napojena pomocí dálnice číslo 57.

## Dějiny
Burgeta byla založena v roce 1949. Nazvána je podle stejnojmenného židovského sídla připomínaného zde v dobách Talmudu. Zakladateli nynější vesnice byla skupina židovských přistěhovalců z Turecka a čtyři rodiny Židů z Maroka.
Místní ekonomika je založena na zemědělství, ale většina lidí již pracuje mimo obec. Správní území mošavu dosahuje 2600 dunamů (2,6 kilometrů čtverečních). V prostorách mošavu se nachází skupina soch od Jig'ala Tumarkina.

## Demografie
Podle údajů z roku 2014 tvořili naprostou většinu obyvatel v Burgeta Židé (včetně statistické kategorie "ostatní", která zahrnuje nearabské obyvatele židovského původu ale bez formální příslušnosti k židovskému náboženství).
Jde o menší sídlo vesnického typu s dlouhodobě rostoucí populací. K 31. prosinci 2014 zde žilo 1134 lidí. Během roku 2014 populace stoupla o 4,0 %.
| Rok            | 1961 | 1972 | 1983 | 1995 | 2001 | 2003 | 2004 | 2005 | 2006 | 2007 | 2008  | 2009  | 2010  | 2011  | 2012  | 2013  | 2014  |
| -------------- | ---- | ---- | ---- | ---- | ---- | ---- | ---- | ---- | ---- | ---- | ----- | ----- | ----- | ----- | ----- | ----- | ----- |
| Počet obyvatel | 393  | 339  | 418  | 633  | 829  | 869  | 890  | 917  | 929  | 958  | 1 007 | 1 014 | 1 035 | 1 051 | 1 055 | 1 090 | 1 134 |